# Betty McKinnon
Betty Lindsay McKinnon (ur. 13 stycznia 1924 w Sydney, zm. 24 czerwca 1981 w Queensland) – australijska lekkoatletka specjalizująca się w krótkich biegach sprinterskich, uczestniczka letnich igrzysk olimpijskich w Londynie (1948), srebrna medalistka olimpijska w biegu sztafetowym 4 × 100 metrów.

## Sukcesy sportowe
- dwukrotna brązowa medalistka mistrzostw Australii w biegach na 100 i 220 jardów – 1948[2]
- czterokrotna rekordzistka kraju w sztafecie 4 × 100 metrów[3]

| Rok  | Miasto | Zawody               | Konkurencja        | Wynik         |
| ---- | ------ | -------------------- | ------------------ | ------------- |
| 1948 | Londyn | Igrzyska olimpijskie | sztafeta 4 × 100 m | srebrny medal |

## Rekordy życiowe
- bieg na 100 metrów – 12,3 – Sydney 01/02/1947[4]
- bieg na 200 metrów – 25,0 – Sydney 08/02/1947